# آنا تونیکلیف
آنا تونیکلیف (انگلیسی: Anna Tunnicliffe؛ زادهٔ ۱۷ اکتبر ۱۹۸۲) قایقران قایق بادبانی اهل ایالات متحده آمریکا است.
وی در مسابقات کشوری و بین‌المللی در مجموع برندهٔ ۳ مدال طلا، ۲ مدال نقره، ۲ مدال برنز شده‌است.